# Избищи (Липецкая область)
Избищи — село в Данковском районе Липецкой области, входит в состав Ягодновского сельсовета.

## География
Село расположено в 4 км на север от центра поселения села Ягодное и в 23 км на северо-восток от райцентра города Данков.

## История
О существовавшей ранее церкви Дмитрия Солунского в селе Избищах. Избищи, Дмитриевское тож, в качестве села упоминается в переписной книге Алексея Засецкого 1668 г., где показаны «22 человека детей боярских городовые службы». При находившейся в селе Избищах церкви Дмитрия Солунского в окладных книгах 1676 г. в приходе 35 дворов детей боярских, 2 двора бобыльских и двор попов. Под 1734 г. значится приходских дворов 41, в 1755 г. – 49. Упоминаемая в XVII веке в селе Избищах Дмитриевская церковь в 1781 г. сгорела. В феврале того же года иерей Павел Наумов обще с прихожанами просил у епархиального начальства дозволение из села Воейкова перенести готовую церковь и поставить ее в селе Избищах на место сгоревшей, что и было разрешено. Главным вкладчиком при построении церкви, освященной также в честь вмч. Димитрия, был помещик Николай Иванович Логовчин. В 1829 г. начавшая приходить в ветхость Дмитриевская церковь была исправлена, в 1846 г. на ней тесовая кровля была заменена железной, в 1948 г. возобновлен полинявший от времени иконостас, в 1862 г. церковь была распространена через устройство с северной и южной сторон пристроек. 
В XIX — начале XX века село входило в состав Ягодновской волости Данковского уезда Рязанской губернии. В 1906 году в селе было 129 дворов.
С 1928 года село являлось центром Избищенского сельсовета Данковского района Козловского округа Центрально-Чернозёмной области, с 1954 года — в составе Ягодновского сельсовета Липецкой области.

## Население
| 1859 | 1897 | 1906 | 2010 |
| ---- | ---- | ---- | ---- |
| 629  | ↗792 | ↗899 | ↘214 |

## Достопримечательности
В селе расположена действующая Церковь Димитрия Солунского (1902).